# Алтамаха
Алтамаха (на английски: Altamaha River) е третата по големина речна система по източния бряг на Северна Америка, вливаща се в Атлантическия океан. Нейният басейн се намира изцяло в щата Джорджия, САЩ. Река Алтамаха се формира от сливането на реките Окмулги и Окони близо до град Лъмбър, след което приема водите на река Охупи. Алтамаха тече на югоизток и се влива в Атлантика близо до Дариен, Джорджия през няколко устия. Реката излива милиони литри прясна вода и хранителни вещества всеки ден в Атлантическия океан. Басейнът на реката с неговите 36000 км2, простиращ се от Пиедмонт до крайбрежната, низина отводнява 1/4 от щата Джорджия.
В крайбрежната зона, двете страни на Алтамаха са гъсто обрасли с растителност. Образуваните от приливането на реката водни зони и блата са една от малкото естествени и недокоснати природни зони в щата Джорджия. Целостта на тази непокътната екосистема се дължи на липсата на язовири по реката и на нейното ниско разположено и широко речно корито, което прави реката почти недостъпна за хора. Басейнът на реката е дом за над 120 застрашени животински и растителни вида, което подтиква създаването на биорезервата Алтамаха. Делтата на реката, простираща се на над 26 кв. мили в окръзите Глен и Макинтош е важно място за мигриращи и зимуващи птици. Водите на реката са богати на риба, някои видове от които са застрашени и защитени. В блатата и заливните зони се среща голямо разнообразие от влечуги и земноводни. Бозайниците са представени най-вече от видри, бобри, лисици и диви свине. Емблематично животно, което се среща в делтата на реката е карибският ламантин.